# Balanophora fungosa
Balanophora fungosa är en tvåhjärtbladig växtart. Balanophora fungosa ingår i släktet Balanophora och familjen Balanophoraceae.

## Underarter
Arten delas in i följande underarter:
- B. f. fungosa
- B. f. indica
- B. f. globosa
- B. f. minor